# 카를로바 대학교

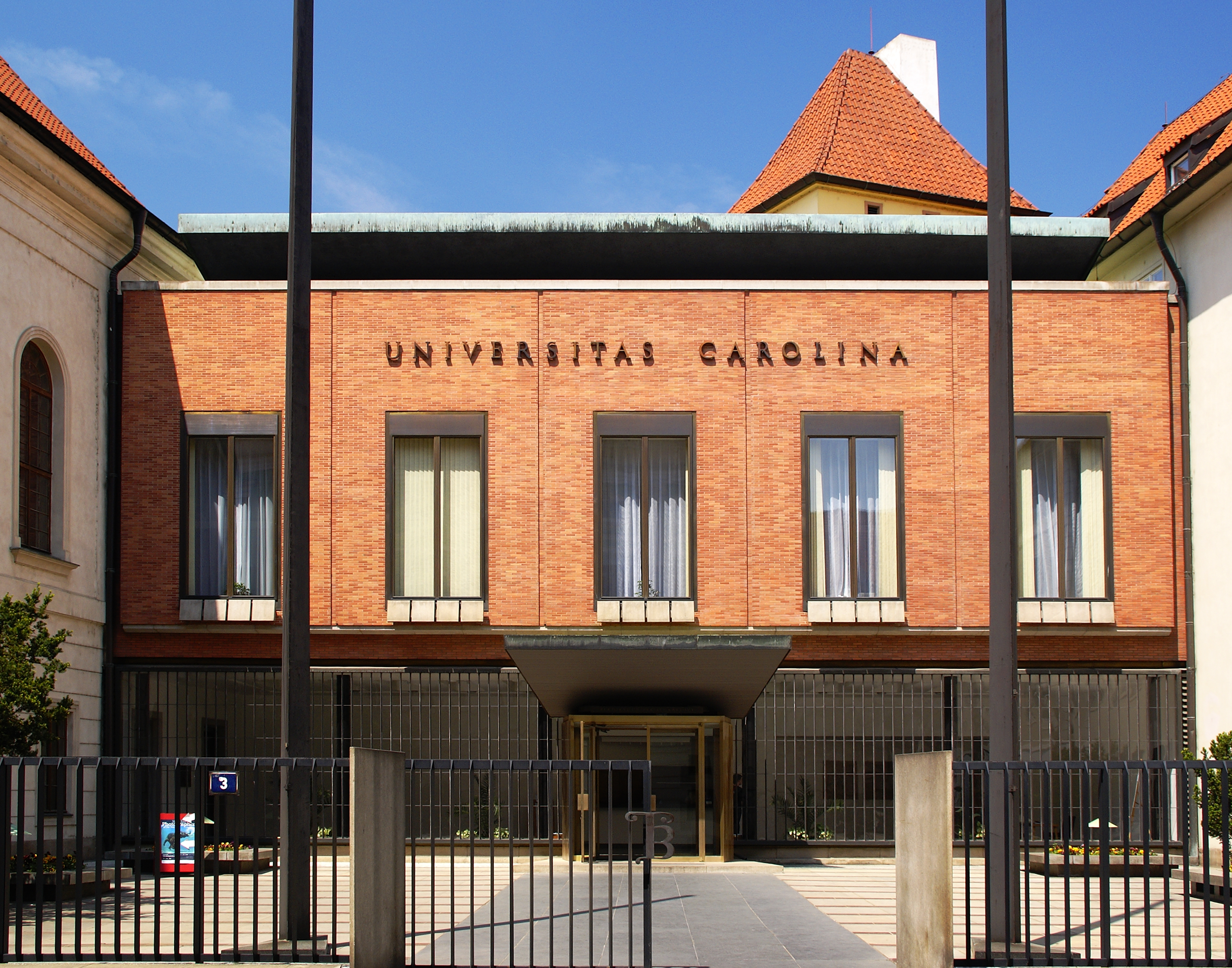

카를로바 대학교(체코어: Univerzita Karlova, 라틴어: Universitas Carolina)는 체코의 수도인 프라하에 있는 국립 종합대학교이다. 1348년 설립되어 중앙유럽에서 가장 오래된 대학교이다.

## 역사
1348년 4월 7일 보헤미아 왕국의 국왕이자 신성 로마 제국의 황제인 카를 4세에 의해 이탈리아의 볼로냐 대학교(1088년)와 프랑스의 파리 대학교(1150년)를 본보기로 하여 설립되었다. 현재의 중앙유럽에 속하는 지역에서 최초로 설립된 대학이었다.
14세기 후반의 카렐 대학은 당대의 저명한 학자들의 활동 무대였고 체코와 서유럽간의 학문적 교류를 촉진시키는 곳이었으며 훗날 후스주의 운동의 요람이었다. 15세기에 얀 후스 등의 종교개혁 운동의 중심지가 되었으나, 17세기 페르디난트 3세 때 예수회의 영향으로 다시 보수적인 가톨릭 대학이 되었고, 카를 페르디난트 대학교(라틴어: Universitas Carolo-Ferdinandea, 독일어: Karl-Ferdinands-Universität)로 개칭되었다. 그로 인하여 가톨릭 신자만 입학이 허락되었으나, 18세기 말부터 다시 개신교 신자의 입학도 가능해졌고, 이후 라틴어 대신 독일어가 학사의 주된 언어가 되었다.
이후 프라하 지역의 다수를 차지하는 체코어 사용자들의 반발이 계속되자, 1882년 대학은 독일어 대학과 체코어 대학으로 분리되었다. 1918년 체코슬로바키아가 건국된 후 체코어 대학의 명칭은 카렐 대학교로 환원되었고, 독일어 대학은 1945년까지 존속했다. 제2차 세계 대전 시기에 아돌프 히틀러가 이끄는 독일 군대가 체코슬로바키아를 침공하자 체코어 대학이 폐쇄되었다. 1945년 체코어 대학은 재개교하고, 독일어 대학은 폐교하였다.

## 학교 동문

### 주요 동문

#### 1882년 분열 이전
- 얀 후스
- 베르나르트 볼차노

#### 독일인 대학교 (1882년~1945년)
- 카를 1세 - 독일인 대학교와 체코인 대학교에 동시에 적(籍)을 두었다.
- 프란츠 카프카
- 라이너 마리아 릴케

#### 체코인 대학교
- 카를 1세
- 에드바르트 베네시
- 카렐 차페크
- 밀란 쿤데라
- 이바나 트럼프

## 같이 보기
- 브뤼셀 자유 대학교 - 1969년 이후 네덜란드어 사용, 프랑스어 사용 대학으로 분리
- 프리슈티나 대학교 - 1999년 이후 알바니아인, 세르비아인 대학으로 분리